# Världsmästerskapen i bågskytte 1993
Världsmästerskapen i bågskytte 1993 arrangerades i Antalya i Turkiet mellan 8 och 12 september 1993.

## Medaljsummering

### Recurve
| Event                          | Guld                | Silver               | Brons                     |
| Herrarnas individuella tävling | Park Kyung-Mo (KOR) | Kim Kyung-Ho (KOR)   | Stanislav Zabrodsky (UKR) |
| Damernas individuella tävling  | Kim Hyo-Jung (KOR)  | Cho Youn-Jeong (KOR) | Iana Tuniants (KAZ)       |
| Herrarnas lag                  | Frankrike           | Sydkorea             | Nederländerna             |
| Damernas lag                   | Sydkorea            | Ryssland             | Kina                      |

### Medaljtabell
| Pl. | Nation        | Guld | Silver | Brons | Totalt |
| --- | ------------- | ---- | ------ | ----- | ------ |
| 1   | Sydkorea      | 3    | 3      | -     | 6      |
| 2   | Frankrike     | 1    | -      | -     | 1      |
| 3   | Ryssland      | -    | 1      | -     | 1      |
| 4   | Kina          | -    | -      | 1     | 1      |
| 4   | Kazakstan     | -    | -      | 1     | 1      |
| 4   | Nederländerna | -    | -      | 1     | 1      |
| 4   | Ukraina       | -    | -      | 1     | 1      |